# 成田山前駅
成田山前駅（なりたさんまええき）は、かつて埼玉県川越市大字川越（現・三久保町）に存在した、西武鉄道大宮線の停留場。

## 概要
川越久保町駅構内のループ線が終わり、東進してすぐの場所、浮島稲荷神社の南を北東から南西に向けて袈裟懸けに走る道との交差点横にあった停留場である。前後は専用軌道が続いていた。当初は成田山不動尊前駅を名乗っていたが、1930年（昭和5年）に改称している。
停留場名の「成田山」（成田山不動尊）とは国道を隔てた南にある成田山川越別院本行院のことである。東西の位置としては川越久保町駅の方が近いが、同駅本体は北に奥まったところにあるため、こちらの方がごくわずかに近かった。
ここから先、路線は一気に県道上へ飛び出して併用軌道となり、2.2キロの長距離を次の二ノ関駅へ向けて走っていた。なお、途中小仙波地区では東京電気化学工業の専用線が分岐していた。

## 歴史
- 1906年（明治39年）4月16日：川越電気鉄道により成田山不動尊前駅として開業。
- 1914年（大正3年）12月：会社合併に伴い、武蔵水電川越東線の停留場となる。
- 1922年（大正11年）
  - 6月1日：会社分離に伴い武蔵鉄道（後の西武鉄道）の停留場となる。
  - 11月17日：川越東線の線名改称に伴い、大宮線の停留場となる。
- 1927年（昭和2年）8月28日 - 9月3日：車庫火災により運休。
- 1930年（昭和5年）3月4日：成田山前駅と改称（認可）。
- 1940年（昭和15年）12月20日：大宮線休止。
- 1941年（昭和16年）2月25日：大宮線の廃線に伴い廃止される。

## 廃線後の状況
専用軌道部分の廃線跡はそのまま細道に転用され、停留場の痕跡はない。ただし廃線に特徴的な細かいカーブがいくつも見られるほか、周りの家の敷地よりやや高めであるなど、かつて軌道線であった頃の面影が見られる。
併用軌道部分はほとんど県道に併呑されてしまっているが、小仙波地区の東側から旧道が出現して新道と組んずほぐれつしながら進むようになり、そのまま新道の北へ突き抜けて二ノ関へと続いている。

## 隣の駅
西武鉄道
大宮線
川越久保町駅 - 成田山前駅 - 二ノ関駅